# G. Christian Lobback
G. Christian Lobback (* 20. September 1938 in Hamburg; † 23. Januar 2015) war ein deutscher Orgelbaumeister und Restaurator.

## Leben
G. Christian Lobback studierte zunächst Geige bei Georg Gerwien am damaligen Klaerschen Konservatorium in Blankenese und danach Kunstgeschichte in Hamburg. Seine Orgelbaulehre absolvierte er in Lübeck bei der Orgelbauwerkstatt von Emanuel Kemper. Die Entscheidung, Orgelbauer zu werden, wurde beeinflusst durch Adolf Detel. Dieser hatte sich Ende der 1930er Jahre für die Einlagerung der Arp-Schnitger-Orgel von Sankt Jacobi eingesetzt, um eine Zerstörung im Zweiten Weltkrieg zu verhindern. Die folgenden Jahre arbeitete er bei Walcker in Ludwigsburg und bei Detlef Kleuker in Brackwede. Es folgten die Meisterprüfung in München und die Werkstattgründung am 11. April 1968 in Wedel bei Hamburg. Die Werkstatt wurde im Januar 1981 nach Neuendeich bei Hamburg verlegt; durchschnittlich wurden fünf Orgelbauer beschäftigt. Lobbacks Instrumente stehen in der gesamten Bundesrepublik. Bis zum Jahr 2006 wurden 200 Orgeln gebaut und restauriert.

## Orgelbau

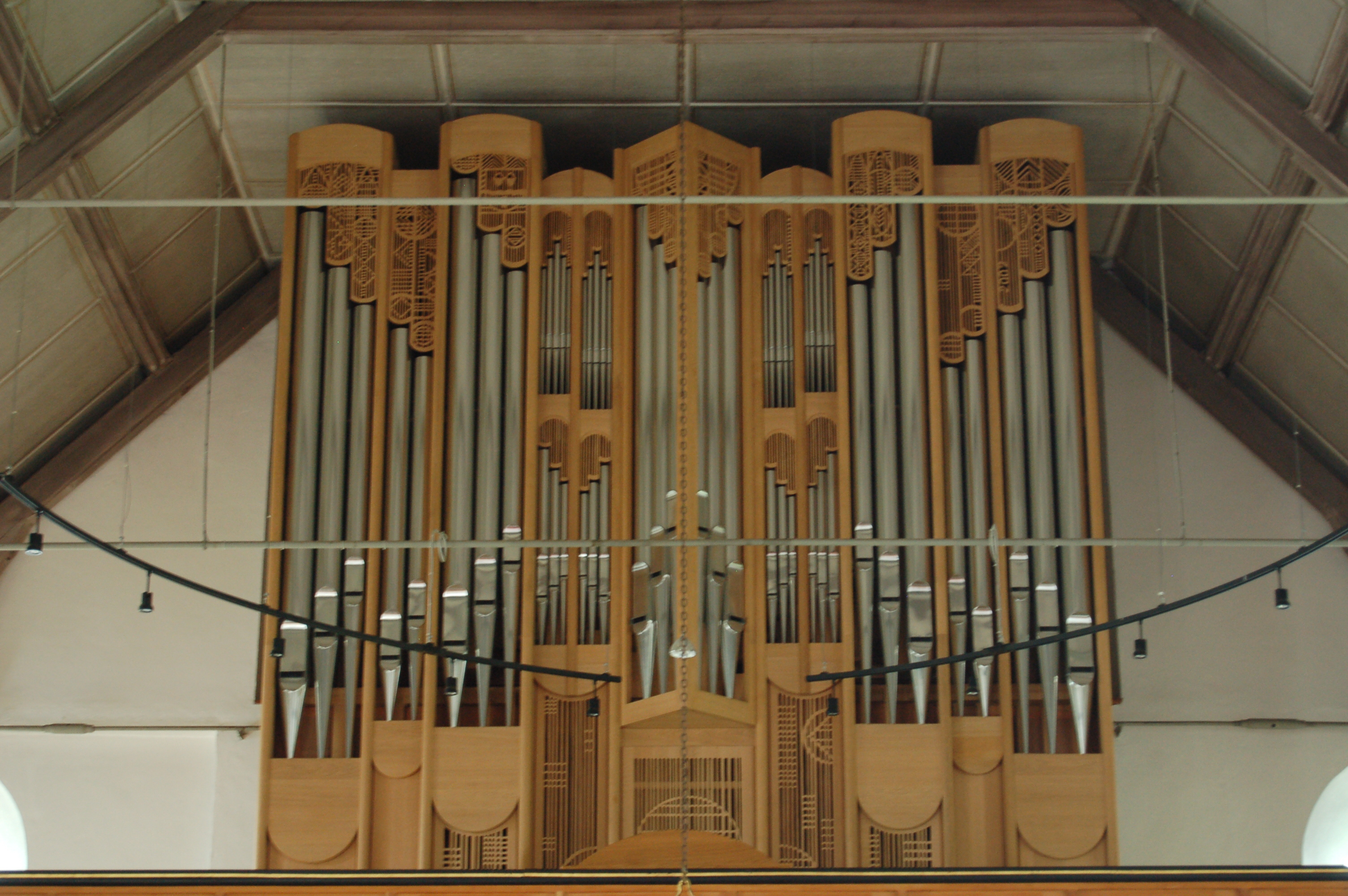
Lobback-Orgel der Hl. Dreikönigskirche in Haselau

Lobback praktiziert ein harmonikales Klang- und Gestaltungsprinzip bei seinen Instrumenten, was ihn 1985 zur Gründung des Arbeitskreises Harmonikaler Orgelbau (AHO) veranlasste. Seither werden die Erkenntnisse aus dieser Arbeit für den Neubau und die Restauration herangezogen. So werden beispielsweise für die Gehäuseentwürfe reine Intervalle, also Oktave, Quinte, Quarte und Prime verwendet, die mit Hilfe einer arithmetischen Maßstabeinteilung in zwölf gleiche Teile in den Entwurf integriert werden. Die Einteilung in zwölf Teile ist einleuchtend, weil von der Zahl 12 in ganzen Zahlen die Hälfte, die Oktave 6:12, zwei Drittel, die Quinte 6:9 und drei Viertel, dementsprechend die Quarte 6:8 gebildet werden kann. Der Maßstab dient Lobback zur Festlegung der Gehäusemaße und Proportionen.
So kann beispielsweise die Breite des Untergehäuses 12 Fuß (3,60 m) betragen. Nunmehr kann die Höhe des Untergehäuses mit Blick auf das Gesamtgehäuse 8 : 12,  was oktavreduziert dem Grundintervall 2 : 3, der Quinte entspricht, proportioniert werden. Im Obergehäuse entspricht das Verhältnis logischerweise aus harmonikaler Perspektive 3:4 (Breite: Höhe), also der Quarte. Die Bewertung des Entwurfs kann nur positiv ausfallen, da die Proportionen 2 : 3 und 3 : 4 konstitutiv im Unter- und Obergehäuse zusammengefügt sind. Das Ergebnis ist folglich die Oktave, denn es gilt bekanntlich die mathematische Gleichung:
2/3 × 3/4 = 6/12 = 1 : 2
Einheit in der Vielfalt -  wie das bereits in der ursprünglichen Bedeutung der Oktave enthalten ist, stellt zugleich die allgemeinste und kürzeste Formulierung der Harmonie dar; und das ist architektonisch und mathematisch nachvollziehbar bei diesem Entwurf erreicht worden.
Die Klanggestaltung erfolgt mit Hilfe eines Diagramms (Lambdoma). Für die Klanggewichtung der Instrumente sind die Teiltonkoordinaten ein Erkenntnis- und Arbeitsinstrument. Die gestaltbildenden Faktoren sind die Zahlen 2, 3 und 5. Mit diesen Zahlen können die Tongewichte bestimmt werden. Je weiter die Teiltöne vom Zentrum des Diagramms entfernt sind, desto geringer ist die zugeteilte Energie für die betreffende Teiltongruppe. Die Dominanz der Aequaltonlagen mit ihren Unter- und Oberoktaven ist eindeutig. Die Anteile der Quinten und Terzen sind recht ausgeglichen vertreten, liegen aber gegenüber den Oktaven weit zurück. 11/16 der gesamten Energie wird den Oktaven zugeteilt, 3/16 den Quinten und 2/16  den Terzen. Letztlich ist der Konsonanzgrad der Tonlage maßgeblich für die Zuordnung der Energie. Die Umsetzung der Tongewichtung erfolgt wie üblich mit Hilfe der Mensuren, des Winddrucks und der Parameter Akustik, Aufstellungsort und Intonation im Aufstellungsraum. Nähere Informationen zu einzelnen Orgelwerken sind auf der Website der Werkstatt erhältlich.

## Werkliste (Auswahl)
| Jahr | Ort                    | Gebäude                | Bild | Manuale | Register | Bemerkungen |
| ---- | ---------------------- | ---------------------- | ---- | ------- | -------- | ----------- |
| 1970 | Weißenstadt            | Maria Immaculata       |      | II/P    | 9        | → Orgel     |
| 1972 | Lilienthal             | Guter Hirt             |      | II/P    | 8        |             |
| 1979 | Wedel                  | Christuskirche Schulau |      |         | 23       | [ 1 ]       |
| 1980 | Garrel                 | St. Peter und Paul     |      | III/P   | 42       |             |
| 1981 | Bremerhaven-Lehe       | Herz Jesu              |      | III/P   | 42       |             |
| 1983 | Wolfsburg              | St. Heinrich           |      | II/P    | 23       |             |
| 1984 | Rheine                 | St. Antonius           |      | III/P   | 54       |             |
| 1984 | Hamburg-Hamm           | Wichernkirche          |      | II/P    | 14       |             |
| 1985 | Lohne (Oldenburg)      | St. Gertrud            |      | III/P   | 50       |             |
| 1987 | Haan                   | Evangelische Kirche    |      | III/P   | 44       |             |
| 1989 | Lastrup                | St. Petrus             |      | II/P    | 30       |             |
| 1989 | Tarp                   | Versöhnungskirche      |      | II/P    | 23       |             |
| 1991 | Hannover               | St. Augustinus         |      | III/P   | 45       |             |
| 1991 | Asbach (Westerwald)    | St. Laurentius         |      | II/P    | 33       |             |
| 1993 | Hamburg-Ottensen       | Kreuzkirche            |      | II/P    | 29       |             |
| 1995 | Lohne (Oldenburg)      | St. Josef              |      | II/P    | 30       |             |
| 1996 | München-Laim           | Namen Jesu             |      | II/P    | 28       |             |
| 1997 | Neustadt am Rübenberge | St. Peter und Paul     |      | II/P    | 30       |             |
| 1998 | Neu Wulmstorf          | St. Josef              |      | II/P    | 11       |             |
| 1999 | Sankt Peter-Ording     | St. Petri              |      | III/P   | 35       |             |
| 2001 | Wüllen                 | St. Andreas            |      | II/P    | 27       |             |
| 2002 | Haselau                | Hl. Dreikönigskirche   |      | II/P    | 22       |             |
| 2002 | Hamburg-Harburg        | St. Petrus             |      | II/P    | 14       |             |

## Publikationen und Vorträge von Lobback
- G. C. Lobback: Die Orgel der St. Pauli-Kirche in Hamburg. In: Aspekte der Orgelbewegung. Merseburger, 1985, S. 321–336.
- G. C. Lobback: Bedeutung und Erhaltung der norddeutschen Orgellandschaft aus der Sicht eines Orgelbauers. Vortrag vom 19. Februar 1986, Evangelische Akademie Hamburg.
- G. C. Lobback: Das Gehäuse der Orgel zu Lohne (Oldenburg). St. Gertrud, In: Acta Organologica, Bd. 22, Merseburger 1991, S. 383–390.
- G. C. Lobback: Hans Henny Jahnn und sein Bild von der Orgel. In: Musik und Kirche. 6/1994, Bärenreiter-Verlag, S. 323–328.
- G. C. Lobback: Der Orgelbauer Hans Henny Jahnn und das harmonikale Gesetz. In:  Uwe Schweikert (Hg.): Orgelbauer bin ich auch. Igel-Verlag, Paderborn 1994, S. 11–18,
- G. C. Lobback: Das absolute Tonbewußtsein und die Orgel. Orgelmonografie. (Hg) Ev.-luth. Kirchengemeinde Tarp 1989.
- G. C. Lobback: Das harmonikale Grundgesetz. Vortrag 18. Januar 1997, Arbeitskreis Harmonik, München.
- G. C. Lobback: Die Bedeutung des Lambdoma für die Disposition der Orgel. Vortrag 1. Juli 1999, Evangelische Kirche St. Peter-Ording.
- G. C. Lobback: Die Kirchenorgel - stilfixiert oder kreativ? Vortrag 19. November 2001, deutsch-russisches Seminar in Zusammenarbeit mit der Gnessin-Musikakademie Moskau. Don Bosco Haus, Hannover.
- G. C. Lobback: Hanseatischer Orgelbarock. In: Organ – Journal für die Orgel. 2001/02, Schott-Verlag, Mainz-
- G. C. Lobback: Klangpolarität und Klanggewichtung der Orgel. Vortrag 2. Juni 2004, Arbeitstagung der Vereinigung der Orgelsachverständigen in Deutschland, Elsa-Brändström-Haus Hamburg-